# Еџертон (Канзас)
Еџертон (енгл. Edgerton) град је у америчкој савезној држави Канзас.

## Демографија
По попису из 2010. године број становника је 1.671, што је 231 (16,0%) становника више него 2000. године.
| Група             | 2000.         | 2010.         |
| Белци             | 1.360 (94,4%) | 1.514 (90,6%) |
| Афроамериканци    | 5 (0,3%)      | 14 (0,8%)     |
| Азијати           | 3 (0,2%)      | 5 (0,3%)      |
| Хиспаноамериканци | 32 (2,2%)     | 72 (4,3%)     |
| Укупно            | 1.440         | 1.671         |